# Katholische Erwachsenenbildung
Die Katholische Erwachsenenbildung bezeichnet den Begründungs- und Legitimationsansatz der kirchlichen Erwachsenenbildung in katholischer Trägerschaft, etwa als Dienst der Kirche an Kultur und Gesellschaft (kulturelle Diakonie). Ihr geht es besonders um personale Bildung und Subjektwerdung, um wertbezogene und optionsgeleitete Bildungsarbeit als Hilfe zur mündigen Gestaltung des individuellen Lebens wie des Gemeinwesens. Die theologische Erwachsenenbildung hat für die Katholische Erwachsenenbildung einen besonderen Stellenwert und will beitragen zur reflektierten Verantwortung des eigenen Glaubens in Kirche und Gesellschaft.
Praktisch durchgeführt wird die Katholische Erwachsenenbildung durch lokale Träger, die auf nationaler Ebenen Zusammenschlüsse gebildet haben. In Deutschland ist das die Katholische Erwachsenenbildung Deutschland – Bundesarbeitsgemeinschaft e. V.  (KEB Deutschland).
In Österreich sind 70 Organisationen der Katholischen Erwachsenenbildung aus allen österreichischen Diözesen im Forum Katholischer Erwachsenenbildung in Österreich vernetzt. Insgesamt werden im Rahmen des Forums über 30.000 Veranstaltungen in Form der Vorträge, Kurse, Lehrgänge, Workshops und Konferenzen durchgeführt. Neben den diözesanen Institutionen verbindet das Forum die österreichweit tätigen Einrichtungen wie: Katholische Sozialakademie Österreichs, Institut Fernkurs für theologische Bildung, Institut für Bildung im Gesundheitsdienst GmbH (IBG) und BPAÖ Berufsbegleitende Pastorale Ausbildung Österreich. Seine außerordentliche Mitglieder sind: Kolping Österreich, Die Stiftung Pro Oriente und Österreichisches Katholisches Bibelwerk. Das Forum vergibt in einem 2-Jahres-Intervall den „Preis der katholischen Erwachsenenbildung Österreichs“ an ausgezeichnete Angebote Katholischer Erwachsenenbildungseinrichtungen.